# العلاقات الفنزويلية المالاوية
العلاقات الفنزويلية المالاوية هي العلاقات الثنائية التي تجمع بين فنزويلا ومالاوي.

## مقارنة بين البلدين
هذه مقارنة عامة ومرجعية للدولتين:
| وجه المقارنة                                              | فنزويلا                                  | مالاوي                     |
| --------------------------------------------------------- | ---------------------------------------- | -------------------------- |
| المساحة (كم2)                                             | 916.45 ألف                               | 118.48 ألف                 |
| عدد السكان (نسمة)                                         | 28.87 مليون                              | 18.62 مليون                |
| الكثافة السكانية (ن./كم²)                                 | 31.5                                     | 157.16                     |
| العاصمة                                                   | كاراكاس                                  | ليلونغوي، زومبا            |
| اللغة الرسمية                                             | اللغة الإسبانية، لغة الإشارة الفنزويلية ‏ | لغة إنجليزية، لغة الشيشيوا |
| العملة                                                    | بوليفار فنزويلي                          | كواشا ملاوية               |
| الناتج المحلي الإجمالي (بليون دولار)                      | 482.36 مليار                             | 6.30 مليار                 |
| الناتج المحلي الإجمالي (تعادل القوة الشرائية) بليون دولار |                                          | 22.43 مليار                |
| الناتج المحلي الإجمالي الاسمي للفرد دولار أمريكي          |                                          | 338                        |
| الناتج المحلي الإجمالي للفرد دولار أمريكي                 |                                          | 1.20 ألف                   |
| مؤشر التنمية البشرية                                      | 0.762                                    | 0.445                      |
| رمز المكالمات الدولي                                      | +58                                      | +265                       |
| رمز الإنترنت                                              | .ve                                      | .mw                        |
| المنطقة الزمنية                                           | 00                                       | ت ع م+02:00                |

## منظمات دولية مشتركة
يشترك البلدان في عضوية مجموعة من المنظمات الدولية، منها:
| علم المنظمة | اسم المنظمة                        | تاريخ انضمام فنزويلا | تاريخ انضمام مالاوي |
| ----------- | ---------------------------------- | -------------------- | ------------------- |
|             | يونسكو                             | 25 نوفمبر 1946       | 27 أكتوبر 1964      |
|             | وكالة ضمان الاستثمار متعدد الأطراف | 9 مايو 1994          | 12 أبريل 1988       |
|             | الأمم المتحدة                      | 15 نوفمبر 1945       | 1 ديسمبر 1964       |
|             | الاتحاد البريدي العالمي            | ?                    | ?                   |
|             | البنك الدولي للإنشاء والتعمير      | 30 ديسمبر 1946       | 19 يوليو 1965       |
|             | الاتحاد الدولي للاتصالات           | 13 أغسطس 1920        | 19 فبراير 1965      |
|             | منظمة حظر الأسلحة الكيميائية       | ?                    | ?                   |
|             | مؤسسة التمويل الدولية              | 28 ديسمبر 1956       | 19 يوليو 1965       |
|             | منظمة التجارة العالمية             | ?                    | ?                   |
|             | منظمة الشرطة الجنائية الدولية      | ?                    | ?                   |

## وصلات خارجية
- موقع وزارة الخارجية الفنزويلية